# Peribsen
Peribsen fou un rei de la dinastia II de l'antic Egipte.
Les tesis sobre la seva successió són variades i les principals serien:
- Fou fill i immediat successor de Ninetjer en tot el país. Una possible revolta al nord li va deixar només el sud i va canviar de nom.
- Fou fill i immediat successor de Ninetjer només al sud (al nord, va governar una altra branca o es va revoltar).
- Fou successor de Ninetjer, però entremig hi va haver altres faraons.
- Fou successor de Sekhemib (en temps del qual potser es va produir la divisió).

El seu regnat pot datar-se després del 2700 aC.
Estan en discussió els seus noms. El nom d'Horus seria Sekhemit (que podria ser el nom d'un faraó diferent), que vol dir 'poderós de cor' (Hr sxm ib, pr n mAa.t = Sekhemit Perenmaat, 'poderós de cor que ha vingut al capdavant de l'ordre còsmic'). El nom Nesut-biti seria també Sekhenmit Perenmaat. El nom de Seth (equivalent a nom d'Horus) fou Peribsen (stX pr ib=sn, és a dir, Seth-Peribsen, 'El que ha vingut al front dels seus ordres'). El nom de Nebti seria nb.tj pr ib=sn (Nebti-Peribsen).
Es pensa que va fer un canvi religiós important: el culte principal d'Horus, associat al Baix Egipte, fou canviat pel de Seth, associat a l'Alt Egipte. Això s'ha interpretat com que va perdre l'Alt Egipte a mig regne i que, llavors, va canviar el seu nom i el déu principal. Darrerament, Raffaele va suggerir que no hi ha indicis de trencament violent (apareixen més tard d'aquest regnat) i que la partició del país podia haver estat acordada per dues parts (potser dos fills de Ninetjer). Això no obstant, no implica que la partició, tot i pacífica, en comportés el canvi de nom, si es va produir quan ja portava un temps regnant i la partició fou acordada amb un germà. Si fos així, els faraons del quart al novè (o desè) de la dinastia haurien regnat al delta, i Peribsen i Khasekhem o Khasekhemui al sud (a més, Sekhemib seria un tercer rei del sud; Khasekhem i Khasekhemui també podrien ser dos faraons diferents, l'un a Nekhen i l'altre a Abidos o Tinis). Altres teories pensen que hi va haver una guerra i exposen que, en una inscripció a la seva tomba a Abidos, es parla d'un tribut o d'una conquesta de la ciutat de Sethroe al delta. Així doncs, segons aquesta tesi, abans d'ell o al començament del seu regnat, el país es va dividir, i després el va reunificar.
Si els faraons que segueixen Ninetjer a les llistes, Weneg, Sened, Nubnefer, Neferkare i Neferkaseker, van regnar simultàniament, caldria escorçar la duració de la dinasta: 39 anys entre els dos primers faraons i un nombre similar per al tercer (entre 35 i 45) donaria uns 80 o 85 anys. Restaria conèixer la duració dels regnats d'aquests cinc, i el temps en què el darrer faraó va governar sobre tot Egipte, per saber-ne la duració, però cal pensar que no fou menys d'uns altres 40 anys entre tots. La qual cosa donaria per a la dinastia uns 125 anys (1775-1650 aC).
Les fonts per a la successió són les habituals: llista d'Abidos, llista de Saqqara i papir de Torí. La llista d'Abidos esmenta dos "successors" de Ninetjer: Wadjnes (Weneg) i Sened o Senedj; després, segueix Khasekhemwy (Djadjatepy). La llista de Saqqara i el papir de Torí són concordants: Wadjnes, Senedj, Aaka (Neferka), Neferkaseker, un espai buit i Khasekhemui. Manethó coincideix amb les dues darreres, però a l'espai buit esmenta Sesochris. Peribsen i/o Sekhemib no és esmentat en les llistes egípcies, però podria ser el de l'espai buit.
La seva tomba s'ha trobat a Abidos. A fora la tomba, es va trobar una estela amb el seu nom de Seth.

## Troballes
- Segells impresos i algun fragment de peces de pedra gravada trobats per Petrie i, més tard, per Ayrton a Umm al-Qaab.
- Inscripció a Elefantina en què el nom apareix com a Sekhemib Perenmaat. No s'ha pogut demostrar que el nom Sekhemit fos del mateix Peribsen, canviat durant el seu regnat. Podria tractar-se d'un rei successor (o, segons Raffaele, un predecessor).
- Vuit peces de pedra amb el seu nom gravat a Saqqara, amb el nom Sekhemib, recents.
- A la seva tomba a Abidos, s'han trobat segells amb el nom Sekhemib Perenmaat i a fora amb el nom Peribsen.